# رضا حسيني نسب
آية الله رضا حسيني نسب فقيه و عالم دين ومرجع شيعي إيراني الأصل ويعيش الآن في كندا.
ولد عام 1960 في مدينة يزد الإيرانية وبدأ دراسته هناك، ثم هاجر إلى قم لإكمال دراساته العليا في الفقه والأصول والفلسفة وعلم الكلام وتفسير القرآن وعلم الهيأة والمنطق وغيرها، وأصبح من الأساتذة الكبار في تلك الحوزة العلمية.

## مؤلفات
السيد حسيني نسب ألف أكثر من خمسین كتابا في العلوم الإسلامية والفلسفة والمنطق وعلم النجوم وغيرها كما يلي :
- دروس في القواعد الفقهیة
- دروس في علم الأصول
- منظومة القواعد الفقهیة
- دروس في علم المنطق
- دروس في علم الرجال
- دراسة الهیأة لمعرفة الوقت والقبلة
- دروس في علم الأخلاق
- الأحكام الفقهیة
- مناسك الحج
- الشباب
- السجود علی التربة
- شهود یهوه في المیزان
- پیامبرنامه - بالفارسیة
- كنجینه های ویران - بالفارسیة
- معرفة النفس – بالألمانیة
- المدیریة في الإسلام
- قادة الامّة بالفارسیة
- الاخلاق الاجتماعیة
- علم العرفان في مرآة الشعر والأدب
- خودشناسی - بالفارسیة
- أحكام إسلامی - بالفارسیة
- مجموعة المقالات العلمیة
- شرح خطبة المتقین
- دروس الفلسفة
- نظرة إلی التوراة والإنجیل
- شرح كتاب الإمام علي إلی مالك الأشتر
- الحركة الجوهریة ونظریة النسبیة
- الموجز في أصول الدین
- تفسیر سورة الحمد
- الدین والسیاسة
- المنطق الصوري
- دروس علم المنطق
- الأخلاق الاجتماعية
- القمر البازغ
- حقوق المرأة في الإسلام...[3]

## الهجرة إلی كندا وألمانيا
هاجر إلى كندا عام 1991 م، وبقي في تلك البلاد لمدة أربعة أعوام وأسس المراكز الإسلامية التالية:
- مجمع أهل البيت في تورنتو
- مركز ولي العصر في تورنتو
- مركز أهل البيت في اوتاوا

ثم انتقل السيد حسيني نسب إلى ألمانيا وقام بتأسيس المراكز الإسلامية التالية:
- الأكاديمية الإسلامية في ألمانيا
- المركز الإسلامي الثقافي في برلين
- المركز الإسلامي في فرانكفورت

في عام 2003 م، رجع إلى كندا واهتم بتأسيس المراكز التالية:
- مرکز الأمام المهدي الإسلامي في مدينة تورنتو.
- مدرسة ومؤسسة الإمام المهدي في وندزور.[4]

## وصلات خارجية
- موقع السيد رضا حسيني نسب
- موقع العلوم الإسلامية
- مجمع اهل البیت في کندا
- مؤسسة آل البيت العالمية للمعلومات